# Pražská Dvojka

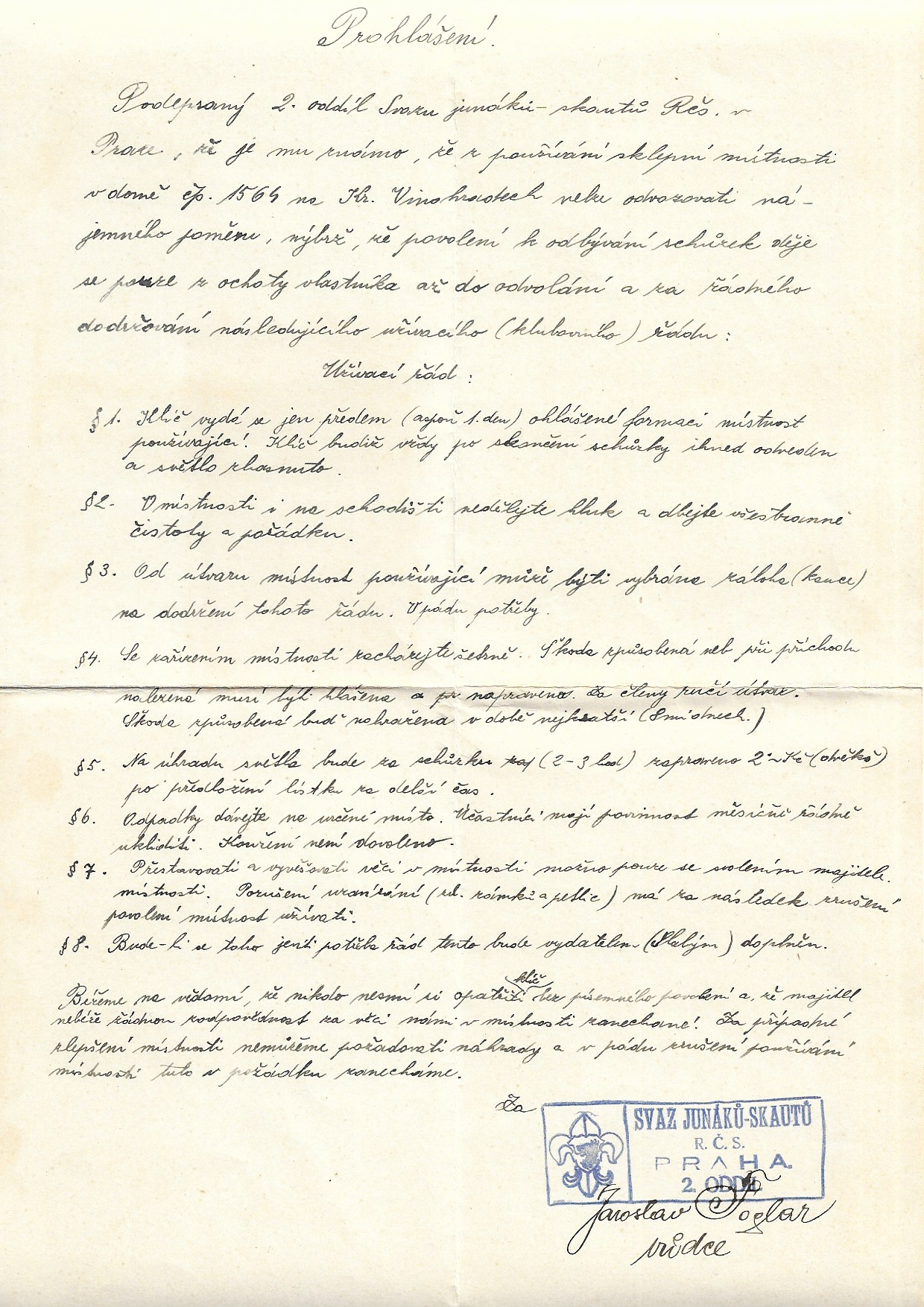
Podpis Jaroslava Foglara na prohlášení o užívání klubovny Pražské Dvojky

Pražská Dvojka, též 2. pražský oddíl nebo druhý oddíl skautů Praha je nejstarším skautským oddílem fungujícím dnes v České republice. Vznikl v roce 1913, na samém počátku českého skautingu, jako v pořadí druhý pražský oddíl, a to spojením družin Kamzíků a Jelenů. Dlouholetým vůdcem oddílu byl spisovatel Jaroslav Foglar.

## Dvojka a Jaroslav Foglar
Oddíl je často uváděn s přídomkem Hoši od Bobří řeky  (podle Foglarova stejnojmenného románu), který mu dal jeho dlouholetý vedoucí, spisovatel Jaroslav Foglar, známý také pod skautskou přezdívkou Jestřáb. Foglar do oddílu přišel v roce 1925, jako už poměrně odrostlý milovník skautingu. Od začátku se podílel na jeho organizaci. Od roku 1927 do roku 1987 ho také vedl (nepřetržitě celých šedesát let), po většinu času zcela sám. Paradoxem je, že Foglar sám během svého mládí ve skautu prakticky nebyl (až od roku 1919).
Po několika prvních letech řádného skautingu začal Foglar během čtyřicátých let činnost svého oddílu upravovat podle svých knih a vlastních nápadů. Tím se pražská Dvojka začala lišit od ostatních skautských oddílu, organizovaných v celorepublikovém svazu. Další zvláštností byla spisovatelská sláva jejího vůdce (v dobách největší slávy dosti sebevědomého). Z těchto důvodů začal oddíl žít poněkud mimo celorepublikový skautský svaz.

## Dvojka v období zákazů
Jaroslav Foglar měl zásadní podíl na tom, že Dvojka jako prakticky jediný tuzemský skautský oddíl, od svého vzniku do současnosti nikdy nepřerušila svou činnost. Když byl skauting během nacistické okupace a později během komunismu rozpuštěn nebo zakázán, přesunul Foglar činnost Dvojky vždy pod hlavičku jiné organizace. Po značnou část své existence tak Dvojka pod názvem Hoši od Bobří řeky působila pod hlavičkou různých sportovních a turistických organizací a začátkem normalizace byla Dvojka dokonce na čas součástí pionýrské organizace. Po roce 1989 se nicméně zcela přirozeně stala součástí obnoveného Junáka.

## Členové Dvojky
Dvojkou prošlo v mládí mnoho později známých osobnosti, např.  :
- Jaroslav Čvančara, skautská přezdívka Jáček (člen od roku 1960)
- Prokop Drtina, Popek[8]
- Jarmil Burghauser, Jumbo, (od roku 1935)
- Jan Halas, Jenda H., (od roku 1957)
- Jindřich Hojer, Jindra H, (od roku 1936)
- Zbyněk Malinský, Zbynda, (od roku 1934)
- Jiří Navrátil, Jiří N., (od roku 1940)
- Jan Pavlásek, Song, (od roku 1940)
- Zdeněk Karel Slabý, Siki, (od roku 1944)
- Vratislav Slezák, Vráťa, (od roku 1946)
- Rudolf Zahradník, Jiskra, (od roku 1944) [9]

## Oddílový pokřik
Hurarara hury rahy, junáci jsme, skauti z Prahy.
Čigoligo, čigoligo, čau, čau, čau,
pomalago, pomalago, pau, pau, pau.
Čigoligo, pomalago, vis pom pej,
druhý oddíl ra ro rej. Ahoj! 
Pokřik vznikl v roce 1922, kdy měla původní Dvojka tábor pod zříceninou hradu Příběnice u Bechyně na Lužnicí a na táboře byl hostem jeden dánský skaut, který naučil Dvojkaře tomuto pokřiku. Slova „Čigoligo, Čigoligo" prý znal od jednoho černošského kmene, se kterým se kdysi setkal na své cestě Afrikou. První věta byla do pokřiku později doplněna, ale v roce 1948, po zrušení skautingu, byla zase vypuštěna a již se do pokřiku nevrátila.

## Oddílový časopis
Dvojka začala vydávat v roce 1929 svůj oddílový časopis s názvem Čigoligo. V letech 1929–1988 jej psal Jaroslav Foglar jako věstník (zpravodaj) oddílu. V průběhu doby se vystřídaly z různých důvodů tyto názvy časopisu: Čigoligo, Indiánské čigoligo, Pomalago a Gonio.  Pražská Dvojka vydává oddílový časopis opět s názvem Čigoligo i v roce 2020.

## Odraz Dvojky v díle Jaroslava Foglara
Pro mnoho příběhů, situací a postav ve svých knihách Jaroslav Foglar přirozeně čerpal inspiraci z každodenní činnosti a táborové praxe svého skautského oddílu.
Jde zejména o romány Hoši od Bobří řeky, Strach nad Bobří řekou, Tábor Smůly, Poklad Černého delfína, nebo dvoudílný cyklus Pod junáckou vlajkou a Devadesátka pokračuje. Tam se objevuje i postava Ládi Velebila, původně skutečného člena Dvojky v letech 1929–1931, kolem kterého vytvořil Foglar legendu o nejlepším, nejušlechtilejším a nejvzornějším chlapci, který byl pak dáván za vzor správného a čestného hocha-skauta nejen ve Dvojce.
Výňatky z kronik Dvojky tvoří pak další dvě knihy Jaroslava Foglara – Kronika Hochů od Bobří řeky I. a II. díl.

## Současná Pražská Dvojka
Dvojka se počátkem druhého desetiletí 21. století podobně jako všechny podobné volnočasové mládežnické organizace potýkala s menším zájmem nejmladších generací o tento typ trávení volného času. To se však podařilo zastavit. Dnes je oddíl plný dětí a nové členy nenabírá.
Mezi bývalými Dvojkaři se také vedl spor o to, jakým směrem by měl oddíl směřovat. Zatímco někteří pamětníci chtěli Dvojku vidět jako oddíl žijící ze slavné foglarovské historie, mladí vedoucí se mnoha přežilých foglarovských tradic naopak snažili zbavit.
Současným vůdcem oddílu je Filip Šindelář zvaný Makro.